# Konrad Habel
Konrad Habel (ur. 2 czerwca 1859 w Prudniku, zm. 19 września 1936 tamże) – niemiecki samorządowiec i przedsiębiorca.

## Życiorys
Habel urodził się w Prudniku w rodzinnej posiadłości na Górce na skrzyżowaniu ulic Jesionkowej i Wiejskiej. Po śmierci ojca w 1883 został właścicielem miejskiego majątku z cegielnią. W 1886 ożenił się z Marią Rodehau, z którą miał sześcioro dzieci. W tym samym roku został radnym Rady Miejskiej w Prudniku. W 1888 został powołany do Rady Starszych. W 1897 objął funkcję przewodniczącego Rady Miejskiej. Jako radny opiekun lasu miejskiego i właściciel majątku ziemskiego z cegielnią był jedną ze znaczniejszych postaci Prudnika przełomu XIX i XX wieku. W 1929 otrzymał tytuł Honorowego Obywatela Prudnika.
Jego córka Elżbieta w 1913 wyszła za polskiego lekarza Stanisława Sobotę z Wilkowa.

## Upamiętnienie

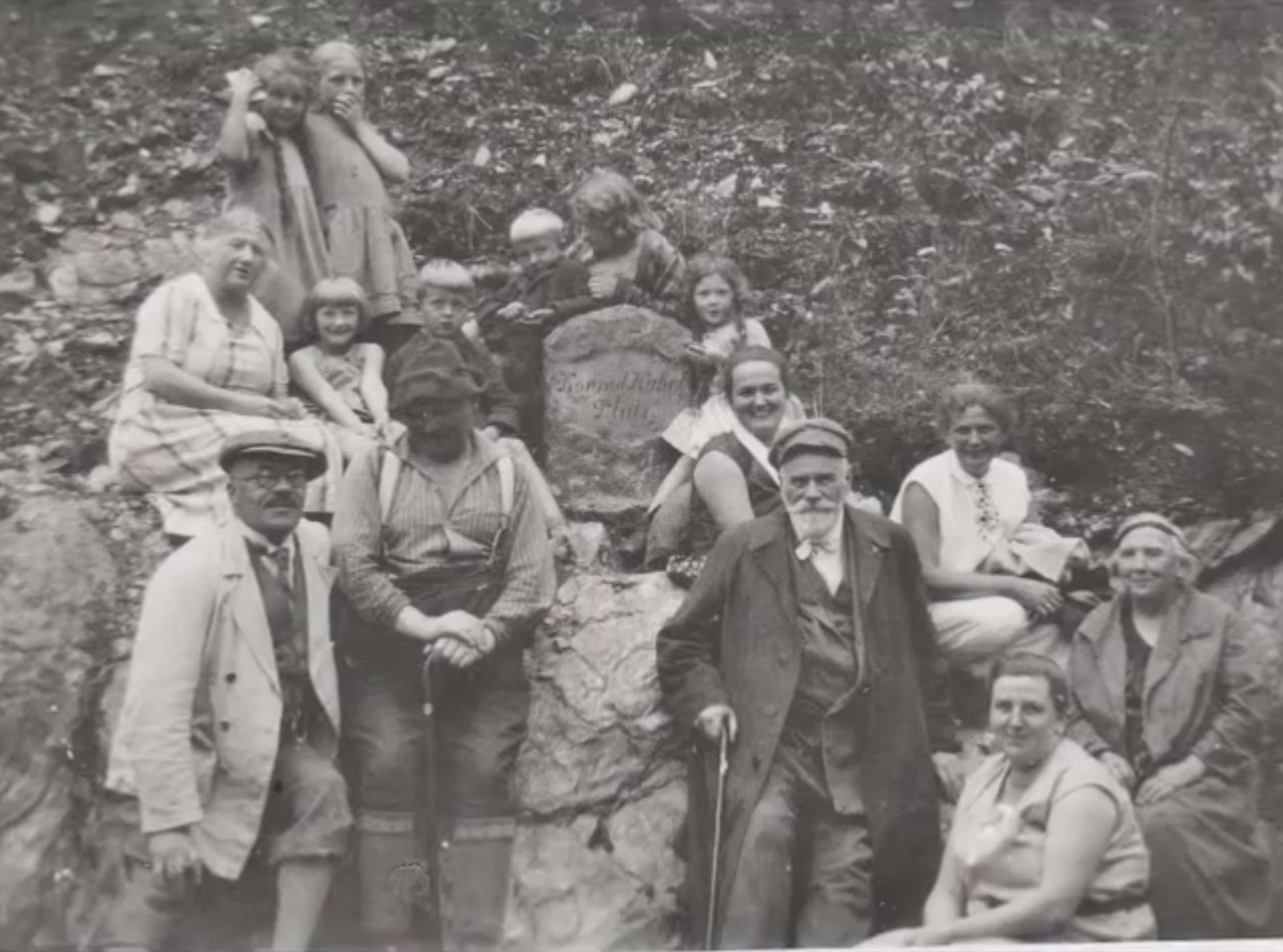
Konrad Habel (4. od prawej z laską) wraz z rodziną przy kamieniu pamiątkowym na Placu Habla (1931)

Za jego zasługi dla rozwoju miejscowej turystyki w 1917 na Srebrnej Kopie powstał Plac Habla (niem. Konrad Habel Platz). Znajduje się na wysokości 655 m n.p.m. Został na nim umieszczony stosowny kamień pamiątkowy, który zaginął po II wojnie światowej. Nowa tablica została ufundowana przez prawnuczkę Habla Elżbietę Zagłobę-Zygler w 2011, w 75. rocznicę śmierci i 100. rocznicę wykupu tutejszych lasów przez miasto Prudnik. Jej odsłonięcie odbyło się 4 czerwca 2011.